# Qualificazioni al campionato europeo maschile di calcio 2004 - Gruppo 3

## Classifica
| Pos. | Squadra     | Pt | G | V | N | P | GF | GS | DR  |
| ---- | ----------- | -- | - | - | - | - | -- | -- | --- |
| 1.   | Rep. Ceca   | 22 | 8 | 7 | 1 | 0 | 23 | 5  | +18 |
| 2.   | Paesi Bassi | 19 | 8 | 6 | 1 | 1 | 20 | 6  | +14 |
| 3.   | Austria     | 9  | 8 | 3 | 0 | 5 | 12 | 14 | -2  |
| 4.   | Moldavia    | 6  | 8 | 2 | 0 | 6 | 5  | 19 | -14 |
| 5.   | Bielorussia | 3  | 8 | 1 | 0 | 7 | 4  | 20 | -16 |

## Risultati

### Prima giornata
| Arbitro: | Dougal |

|                              |           |  |
| Herzog 4’ (rig.), 29’ (rig.) | Marcatori |  |

| Arbitro: | Barber |

|                                         |           |  |
| Davids 35’ Kluivert 37’ Hasselbaink 73’ | Marcatori |  |

### Seconda giornata
| Arbitro: | Irvine |

|  |           |                                    |
|  | Marcatori | 69’ (rig.) Jankulovski 79’ Rosický |

| Arbitro: | Poulat |

|  |           |                          |
|  | Marcatori | 58’ Schopp 88’ Akagündüz |

### Terza giornata
| Arbitro: | Fleischer |

|                       |           |  |
| Poborský 6’ Baroš 23’ | Marcatori |  |

| Arbitro: | Collina |

|  |           |                                 |
|  | Marcatori | 16’ Seedorf 20’ Cocu 30’ Makaay |

### Quarta giornata
| Arbitro: | Verbist |

|                         |           |              |
| Kutuzaŭ 42’ Hurėnka 58’ | Marcatori | 14’ Cebotari |

| Arbitro: | Nielsen |

|                     |           |            |
| van Nistelrooij 45’ | Marcatori | 68’ Koller |

### Quinta giornata
| Arbitro: | Sars |

|           |           |                                   |
| Boret 16’ | Marcatori | 37’ Van Nistelrooy 85’ Van Bommel |

| Arbitro: | Nieto |

|                                                   |           |  |
| Nedvěd 18’ Koller 32’, 62’ Jankulovski 56’ (rig.) | Marcatori |  |

### Sesta giornata
| Arbitro: | Silva |

|            |           |  |
| Frunză 60’ | Marcatori |  |

| Arbitro: | Øvrebø |

|  |           |                           |
|  | Marcatori | 61’ Overmars 68’ Kluivert |

### Settima giornata
| Arbitro: | Jakobsson |

|                                                           |           |  |
| Šmicer 41’ Koller 73’ (rig.) Štajner 82’ Lokvenc 88’, 90’ | Marcatori |  |

| Arbitro: | Fröjdfeldt |

|                                                           |           |  |
| Aufhauser 33’ Haas 47’ Kirchler 53’ Wallner 62’ Cerny 70’ | Marcatori |  |

### Ottava giornata
| Arbitro: | McCurry |

|            |           |                                 |
| Bulyha 14’ | Marcatori | 37’ Nedvěd 54’ Baroš 85’ Šmicer |

| Arbitro: | Poulat |

|                                         |           |              |
| Van der Vaart 29’ Kluivert 60’ Cocu 62’ | Marcatori | 32’ Pogatetz |

### Nona giornata
| Arbitro: | Delević |

|                        |           |                     |
| Dadu 26’ Covalciuc 87’ | Marcatori | 90’ (rig.) Vasilyuk |

| Arbitro: | Batista |

|                                          |           |                   |
| Koller 14’ (rig.) Poborský 37’ Baroš 90’ | Marcatori | 60’ Van der Vaart |

### Decima giornata
| Arbitro: | Kasnaferis |

|                         |           |                                          |
| Haas 49’ Ivanschitz 77’ | Marcatori | 26’ Jankulovski 78’ Vachoušek 90’ Koller |

| Arbitro: | Širić |

|                                                                                 |           |  |
| Kluivert 43’ Sneijder 50’ Van Hooijdonk 73’ (rig.) Van der Vaart 79’ Robben 88’ | Marcatori |  |

## Statistiche

### Classifica marcatori
6 reti
- Jan Koller (2 rig.)

4 reti
- Patrick Kluivert

3 reti
- Milan Baroš
- Marek Jankulovski (2 rig.)
- Rafael van der Vaart

2 reti
- Mario Haas
- Andreas Herzog (2 rig.)
- Vratislav Lokvenc
- Pavel Nedvěd
- Karel Poborský
- Vladimír Šmicer
- Phillip Cocu
- Wesley Sneijder

1 rete
- Muhammet Akagündüz
- René Aufhauser
- Harald Cerny
- Andreas Ivanschitz
- Roland Kirchler
- Emanuel Pogatetz
- Markus Schopp
- Roman Wallner
- Vital Bulyga
- Sergei Gurenko
- Vitali Kutuzov
- Raman Vasilyuk (1 rig.)
- Tomáš Rosický
- Jiří Štajner
- Štěpán Vachoušek
- Vadim Boreț
- Boris Cebotari
- Serghei Covalciuc
- Serghei Dadu
- Viorel Frunză
- Edgar Davids
- Frank de Boer
- Jimmy Floyd Hasselbaink
- Roy Makaay
- André Ooijer
- Marc Overmars
- Arjen Robben
- Clarence Seedorf
- Mark van Bommel
- Pierre van Hooijdonk (1 rig.)